# Anja Althaus
Anja Althaus (Magdeburgo, 3 de septiembre de 1982) es una ex jugadora de balonmano alemana tres veces ganadora de la Champions League. Es miembro del Salón de la Fama de la EHF.

## Trayectoria
Anja Althaus comenzó a jugar balonmano a los ocho años en el equipo juvenil del SC Magdeburg. Cuando tenía 16 años pasó a jugar con el equipo de segunda división HC Niederndodeleben.
En el año 2000, la pivote de 1,77 m de altura aceptó una oferta del club de la Bundesliga DJK/MJC Trier y jugó allí durante seis años. En 2003 ganó el campeonato alemán con el “Miezen” y fue una de las mejores jugadoras regionales de la Bundesliga.
En la temporada 2007/08, Althaus dio otro salto en su carrera y se mudó al principal club danés Viborg HK, con el que ganó varios títulos nacionales e internacionales y coincidió con otras grandes jugadoras como las gemelas Lunde, Grit Jurack o Bojana Popovic.
Sus últimas temporadas fueron en el Thüringer HC de la Bundesliga, al que llegó en 2012, el ŽRK Vardar SCBT macedonio y, en el verano del 2017, cuando ya había decidido su retirada(y tras perder la final de Champions) se incorporó a su último club, el húngaro Győri ETO KC entrenado por Ambros Martín, en el que terminó su carrera después de la temporada 2017/18 tras la Final a 4 celebrada en Budapest.
19 títulos nacionales e internacionales de clubes le avalan como una de las mejores jugadoras de toda la historia. Su impresionante palmarés le ha servido para su presencia en el Salón de la Fama de la EHF.
Clubes
- 1998–00: HC Niederndodeleben
- 2000–07:  DJK/MJC Trier
- 2007–12:  Viborg HK
- 2012–14:  Thüringer HC
- 2014–17:  ŽRK Vardar
- 2017–18:  Győri ETO KC

### Selección alemana
Anja Althaus fue jugadora de la selección alemana con la que participó en los Campeonatos de Europa de 2004, 2006, 2008, 2010, 2012 y del 2014, así como en los Campeonatos del Mundo de 2005, 2007 (donde terminó alzándose con el bronce), 2009, 2011, 2013.
También participó en los Juegos Olímpicos de 2008 y quedó en el puesto décimo primero.
Con 243 partidos internacionales, Althaus ocupa el cuarto lugar con más partidos internacionales con la selección alemana, después de Grit Jurack, Michaela Erler y Silvia Schmitt.
Althaus trabaja como embajadora de la Champions y es entrenadora asistente para la selección nacional de balonmano playa de Macedonia del Norte desde 2023.

## Palmarés y galardones

### Selección alemana
- 1 x  Medalla de bronce en el Campeonato Mundial (Francia 2007)
- 1 x  Medalla de bronce en el Campeonato Mundial Juvenil de 2001 equipo nacional alemán

### Clubes
- 3 x Liga de Campeones EHF (2009 y 2010 con el Viborg HK, 2018 con el Győri ETO KC)
- 3 x Bundesliga de Alemania - (2003, con el DJK/MJC Tréveris, 2013 y 2014 con el Thüringer HC)
- 3 x Liga de Dinamarca (2008, 2009, 2010 con el Viborg HK)
- 1 x Liga de Hungría (2018 con el Győri ETO KC)
- 2 x Liga de Macedonia (2015, 2016, 2017 con el ŽRK Vardar)
- 1 x Copa de Alemania (Thüringer HC, 2013)
- 2 x Copa de Dinamarca (2007 y 2008 con el Viborg HK)
- 3 x Copa de Macedonia 2015, 2016, 2017 con el ŽRK Vardar)
- 1 x Copa de Hungría (2018 con el Győri ETO KC)
- 3 x Campeona juvenil de Alemania B con el SC Magdeburgo

### Galardones individuales
- Mejor defensora en el Europeo del 2012[12]

## Vida
Althaus estaba en una relación con el jugador de balonmano danés Nicolai Hansen.